# Seinpaalduin
Seinpaalduin is een duin op Terschelling aan de westzijde van het dorp West-Terschelling. Het is een van de duinen in het Natura 2000-gebied Duinen Terschelling.
Op en rond het Seinpaalduin was in de Tweede Wereldoorlog de Stelling Seinpaalduin gelegen. Op het duin stond een Wassermann-radar, een ruim 40 meter hoge radartoren met een bereik van 300 km. Dit was hoger dan de vuurtoren de Brandaris. Om de radar op het duin lagen onder het zand nog eens een 35-tal aan bunkers. Ook waren een luisterapparaat en een schijnwerper bij deze stelling aanwezig. Er loopt een pad naar een uitzichtpunt op het duin dat ten zuiden van het Kaapsduin ligt.

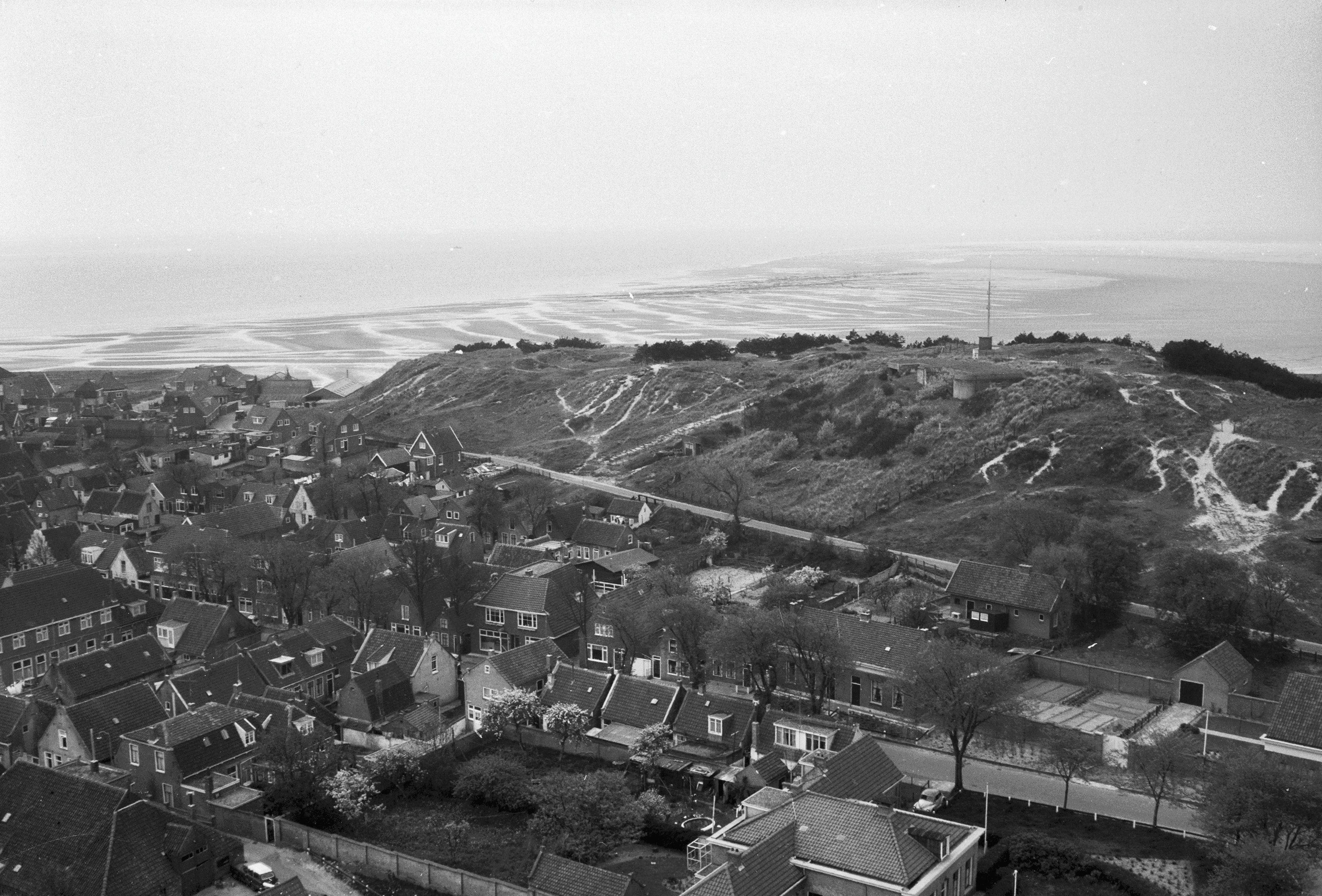
Seinpaalduin vanaf de Brandaris
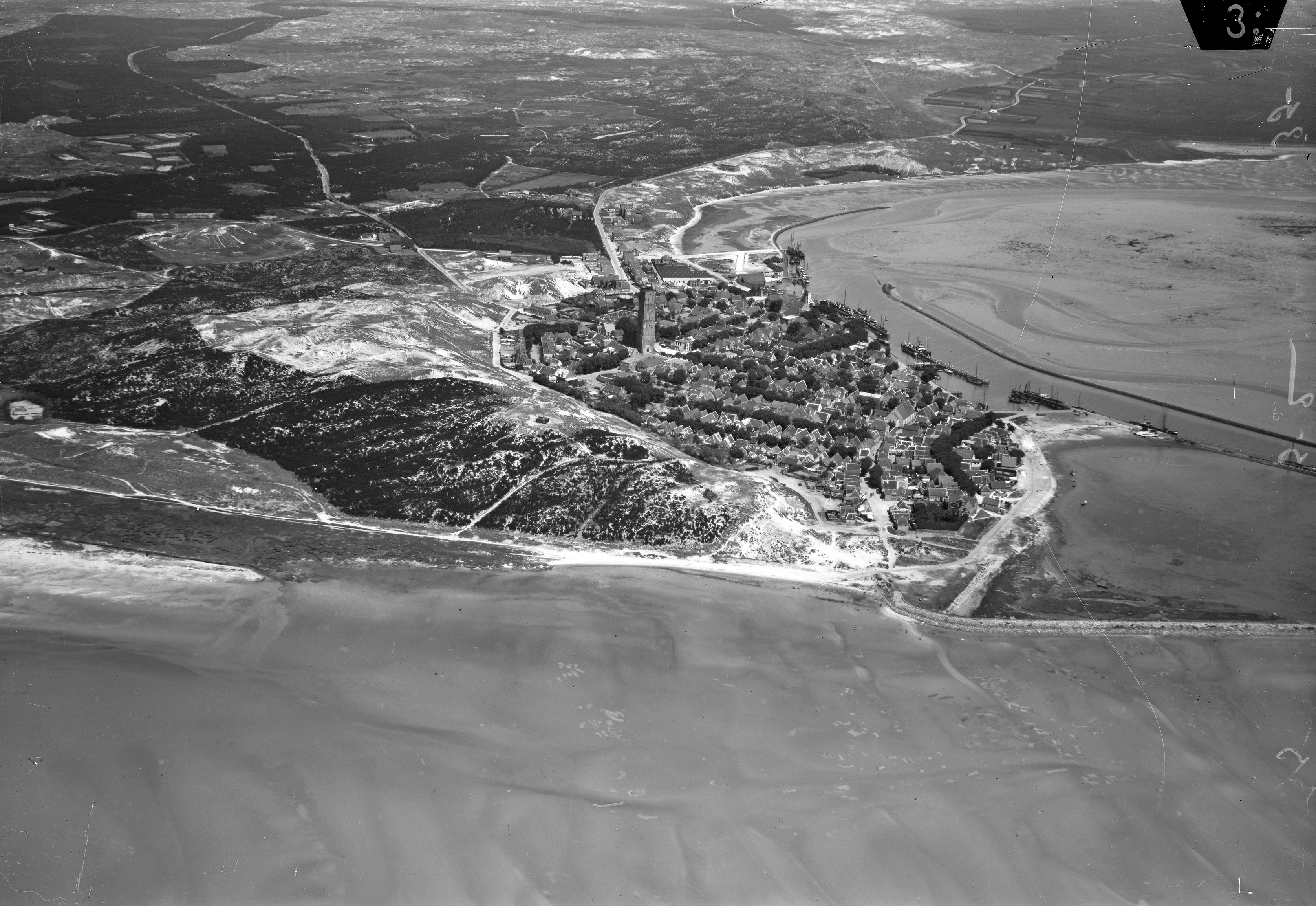
Luchtfoto van Seinpaalduin en Kaapsduin aan de westzijde van het dorp West-Terschelling.